# ائرو ای.۳۰۰
ائرو ای. ۳۰۰ (به انگلیسی: Aero A.300) یک هواپیمای ساختِ آئرو ودوخودی است. نخستین استفاده‌کنندهٔ این هواپیما نیروی هوایی چکسلواکی بوده‌است. این هواپیما در ۱۹۳۸ میلادی نخستین پرواز خود را انجام داد.